# 瓦伦特拉普反应
Varrentrapp反应（Varrentrapp reaction）
油酸与碱（如氢氧化钾）在 250～300°C 作用，裂解为软脂酸、乙酸和氢气。
例如，肉桂酸经过反应，得到苯甲酸。亚油酸与硬脂炔酸经过反应，得到肉豆蔻酸和少量的棕榈酸。
用于脂肪酸的结构测定，很少用于合成。

## 反应机理
双键沿脂肪酸链自由迁移，或移向羧基或离开羧基。当按逆羟醛缩合和逆Claisen缩合类型进行裂解时，形成 α,β-烯酸。迁移过程为氢氧根离子先夺取双键烯丙位的氢原子，然后再在另一个烯丙位进行质子化。
α,β-烯酸裂解的过程为，氢氧根离子先与烯键加成为碳负离子，质子迁移得到 (6)，然后 (6)裂解为烯醇负离子 (8)和醛 (7)，烯醇负离子经酸化得到乙酸，醛则与另一个氢氧根离子发生亲核加成，去质子化得到双负离子，该双负离子发生一个类似的负氢转移，得到羧酸根离子和氢气。